# Ordonho Ramirez
Ordonho Ramirez "o Cego" (c. 981 - antes de 1024) foi um infante do Reino de Leão. Filho do rei Ramiro III de Leão e de Sancha Gómez, seus avós paternos eram o rei Sancho I de Leão e  sua esposa Teresa Ansúrez e os avós paternos eram Gomez Diaz de Saldanha, membro da linhagem dos Banu Gomez, e Muniadona Fernandes, filha de Fernão Gonçalves.

## Biografia
Aparece na documentação do reino entre os anos de 1014 e 1017 em dois documentos como confirmante da documentação emitida por Afonso V de Leão. Toda a sua vida é passada praticamente nas Astúrias e, de acordo com a medievalista, Margarita Cecilia Torres Sevilla-Quiñones de León-Quiñones de León, os confrontos entre o rei Bermudo II de Leão e os Banu Gómez podem deve-se á defesa dos direitos ao trono do ainda infante Ordonho, sobrinho do novo chefe da este poderoso linhagem, Garcia Gomez, que sucedeu seu pai Gomez Diaz de Saldanha, como conde de Saldanha.
Ordonho Ramirez morreu entre 1017 e 1024, já que a esposa se afirma como viúva em 31 de março de 1024, data em que faz uma doação para fundação do Mosteiro de Cornellana.

## Casamento e prole
Casou-se depois de 1010 e antes de 1016 com a infanta Cristina Bermudes, filha de Bermudo II de Leão e de sua primeira esposa a rainha Velasquita Ramires. Este casamento, patrocinado pela Rainha Velasquita e pela rainha viúva Teresa Ansures, ambas já reclusas no Mosteiro de San Pelayo de Oviedo, descende os Ordonhos (Ordóñez) uma das mais importantes linhagens das Astúrias do século XI. As crianças documentadas de Ordoño e Cristina foram:
- Afonso Ordonhes (m. em setembro de 1057 na batalha de Lamego), casado com Fronilde de cujo matrimónio nasceram Cristina e Enderquina Afonso;[4][5]
- Aldonça Ordonhes (m. depois de 1056), caso com o conde Pelayo Froilaz, apodado el Diácono, filho do conde Fruela Jiménez e sobrino de Piniolo Jiménez, fundador do Mosteiro de Corias.[6] Foram os pais de pelo menos sete filhos: Pedro, Ordonho, Pelayo, Munio, Maria, Teresa e Elvira.[7] É possivel que foram também os pais da condessa Jimena Peláez, a esposa do conde Vermudo Ovéquiz, os pais do poderoso conde Suero Vermudes.[3]
- Ordonho Ordonhes (m. depois de 1073). Importante personagem, recebeu o oficio de alferes real cerca de 1042. Fernando I de Leão encarregou o governo de Palenzuela onde se estabeleceu e tornou-se vinculados os filhos que ele tinha em Enderquina, especialmente o conde Garcia Ordonhez. Outra filha, Maria, casou com Alvar Diaz de Oca cujos descendentes foram, entre outros, os condes de Noronha, e Gontrodo Peres, amante do rei Afonso VII de Leão e mãe da rainha Urraca Afonso, a Asturiana. A última menção de Ordonho nos documentos medievais foi em 3 de dezembro de 1072 juntamente com seu filho Garcia.[8][9]
- Pelaya Ordonhes, chamada Dona Palla na documentação, foi esposa do magnata Vermudo Armentáriz, ambos fundadores da Igreja de Santa María de Otur[6] e os pais de Martim Vermudes.[10]

Rodrigo Jiménez de Rada menciona em De rebus Hispaniae a descendência do infantes Ordoño e Cristina: "... de Velasquita teve a Infanta Cristina, Cristina tinha do Ordoño o cego, filho do Rei Ramiro, a Afonso, Ordonho, a condessa Pelaya e a Aldonça", informação que coincide com as fontes mediavais.